# Fiammetta Baralla
Fiammetta Baralla (Roma, 2 maggio 1943 – Roma, 7 settembre 2013) è stata un'attrice italiana.

## Biografia
Figlia dell'attore Orlando Baralla, sua madre era stata moglie del conte Bentivoglio: Fiammetta è così la sorellastra di Galeazzo Benti.
Interprete del teatro d'avanguardia, esordì al cinema nel 1957, diretta da Luigi Zampa, nel film La ragazza del Palio. Negli anni a seguire, aiutata dalla sua imponente corporatura che la fece diventare una delle più celebri caratteriste della sua epoca, rimase molto attiva al cinema, apparendo soprattutto in commedie, quali Quando le donne persero la coda del 1972, dove interpreta la forzuta Katorcia, e Fracchia la belva umana (1981), di Neri Parenti.
In qualità di ufficio stampa, negli ultimi anni si è occupata del programma tv Cominciamo bene (Rai 3, dal 2000 al 2006) ed è stata molto attiva nel campo della promozione teatrale.
Colpita da ictus all'inizio dell'estate 2013, l'attrice muore in una clinica romana il 7 settembre, all'età di 70 anni.
Era recentemente tornata al cinema, dopo una lunga assenza, interpretando il ruolo della madre di Sabrina Ferilli ne La grande bellezza di Paolo Sorrentino, la cui sequenza però è stata tagliata in fase di montaggio; tuttavia il regista, ringraziandola per la partecipazione, ha menzionato il suo nome nei titoli di coda del film, ed in seguito la scena è stata reintegrata nella versione estesa.

## Filmografia

### Cinema
- La ragazza del Palio, regia di Luigi Zampa (1957)
- Donne... botte e bersaglieri, regia di Ruggero Deodato (1968)
- Pensiero d'amore, regia di Mario Amendola (1969)
- Zenabel, regia di Ruggero Deodato (1969)
- Per grazia ricevuta, regia di Nino Manfredi (1971)
- Venga a fare il soldato da noi, regia di Ettore Maria Fizzarotti (1971)
- Trastevere, regia di Fausto Tozzi (1971)
- Quando le donne persero la coda, regia di Pasquale Festa Campanile (1972)
- C'eravamo tanto amati, regia di Ettore Scola (1974)
- Il sergente Rompiglioni diventa... caporale, regia di Mariano Laurenti (1975)
- Morte sospetta di una minorenne, regia di Sergio Martino (1975)
- Classe mista, regia di Mariano Laurenti (1976)
- 40 gradi all'ombra del lenzuolo, regia di Sergio Martino (1976)
- La vergine, il toro e il capricorno, regia di Luciano Martino (1977)
- Tutto suo padre, regia di Maurizio Lucidi (1978)
- La città delle donne, regia di Federico Fellini (1980)
- Fracchia la belva umana, regia di Neri Parenti (1981)
- Storia di Piera, regia di Marco Ferreri (1983)
- Vediamoci chiaro, regia di Luciano Salce (1984)
- I pompieri, regia di Neri Parenti (1985)
- Il ragazzo del Pony Express, regia di Franco Amurri (1986)
- 7 chili in 7 giorni, regia di Luca Verdone (1986)
- Da grande, regia di Franco Amurri (1987)
- C'era un castello con 40 cani, regia di Duccio Tessari (1990)
- L'anno del terrore (Year of the Gun), regia di John Frankenheimer (1991)
- Roma Ovest 143, episodio di Intolerance, regia di Paolo Virzì (1996)
- L'amico di Wang, regia di Carl Haber (1997)
- Tobia al caffè, regia di Gianfranco Mingozzi (2000)
- Le giraffe, regia di Claudio Bonivento (2000)
- Mari del sud, regia di Marcello Cesena (2001)
- Il ronzio delle mosche, regia di Dario D'Ambrosi (2003)
- La grande bellezza, regia di Paolo Sorrentino (2013) - versione estesa

### Televisione
- Tre donne, regia di Alfredo Giannetti – miniserie TV, puntata 1 (1971)
- Tutti in palestra, regia di Vittorio De Sisti – miniserie TV (1989)
- Quattro piccole donne – miniserie TV (1990)
- Nonno Felice – serie TV, episodio 3x23 (1994)
- Macaroì (Les ritals), regia di Marcel Bluwal – film TV (1991)
- Dio vede e provvede – serie TV (....)
- Maria Goretti, regia di Giulio Base – film TV (2003)
- Don Matteo – serie TV, episodio 5x05 (2006)

### Cortometraggi
- Strageria, regia di Marcello Mercalli (2003)

## Programmi TV
- Drive In, ideato da Antonio Ricci
- Fantastico 3, regia di Enzo Trapani, con Renato Zero (1982)
- Fantastico 4, regia di Enzo Trapani, con Gigi Proietti (1983)
- Il tastomatto, regia di Enzo Trapani (1985)
- Fantastico 7, regia di Gino Landi - La mamma di Rambo, con Beppe Grillo (1986)
- Proffimamente non stop, regia di Enzo Trapani (1987)

## Doppiatori italiani
- Vittorio Congia in Quando le donne persero la coda
- Isa Di Marzio in C'era un castello con 40 cani